# Falla extensional

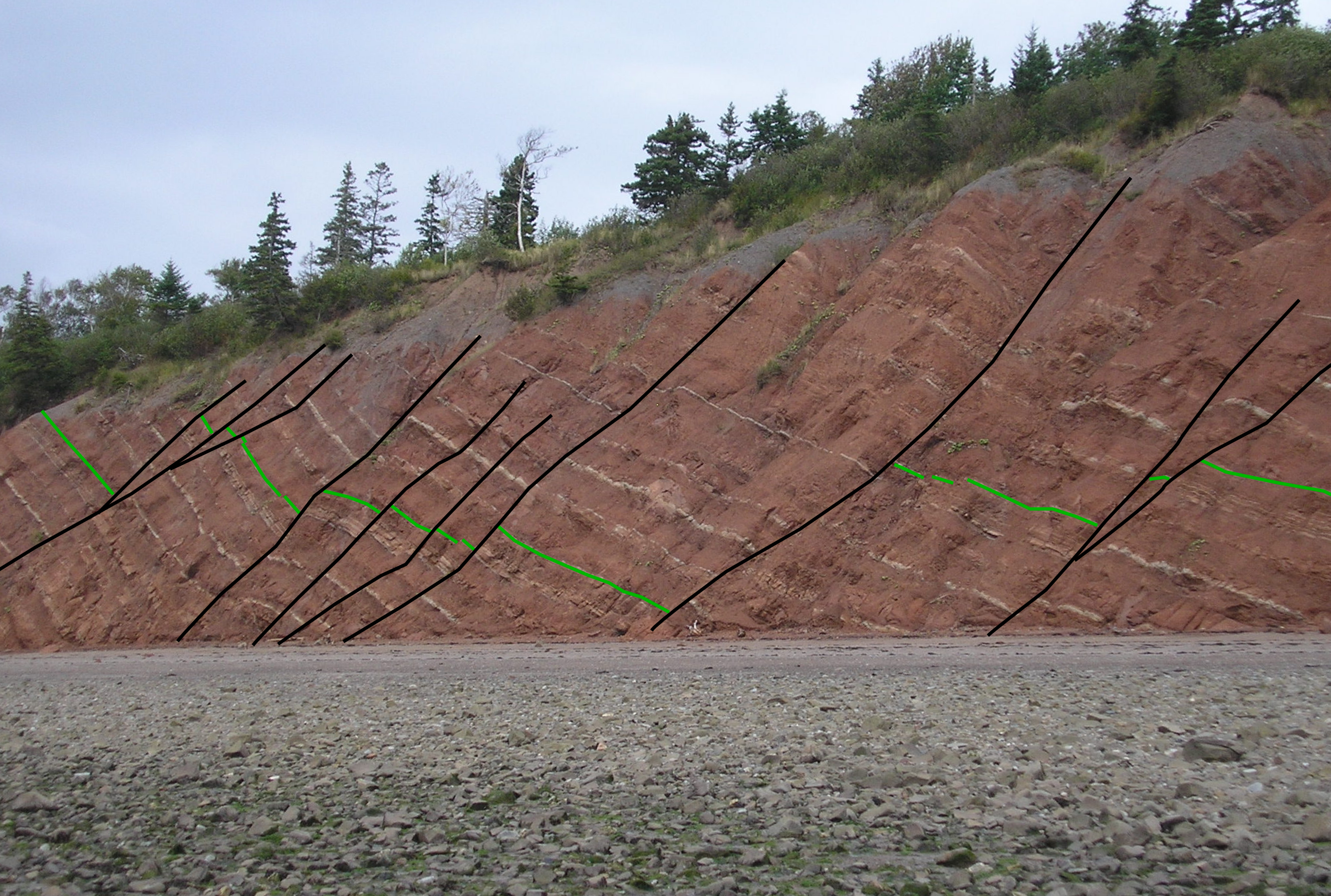
Matriz de fallas extensionales que cortan rocas del Triásico al Jurásico Inferior de la Formación Blomidon, cerca de Clarke Head, Minas Basin North Shore, Nueva Escocia. Las fallas se han resaltado en negro y una capa de control en verde.

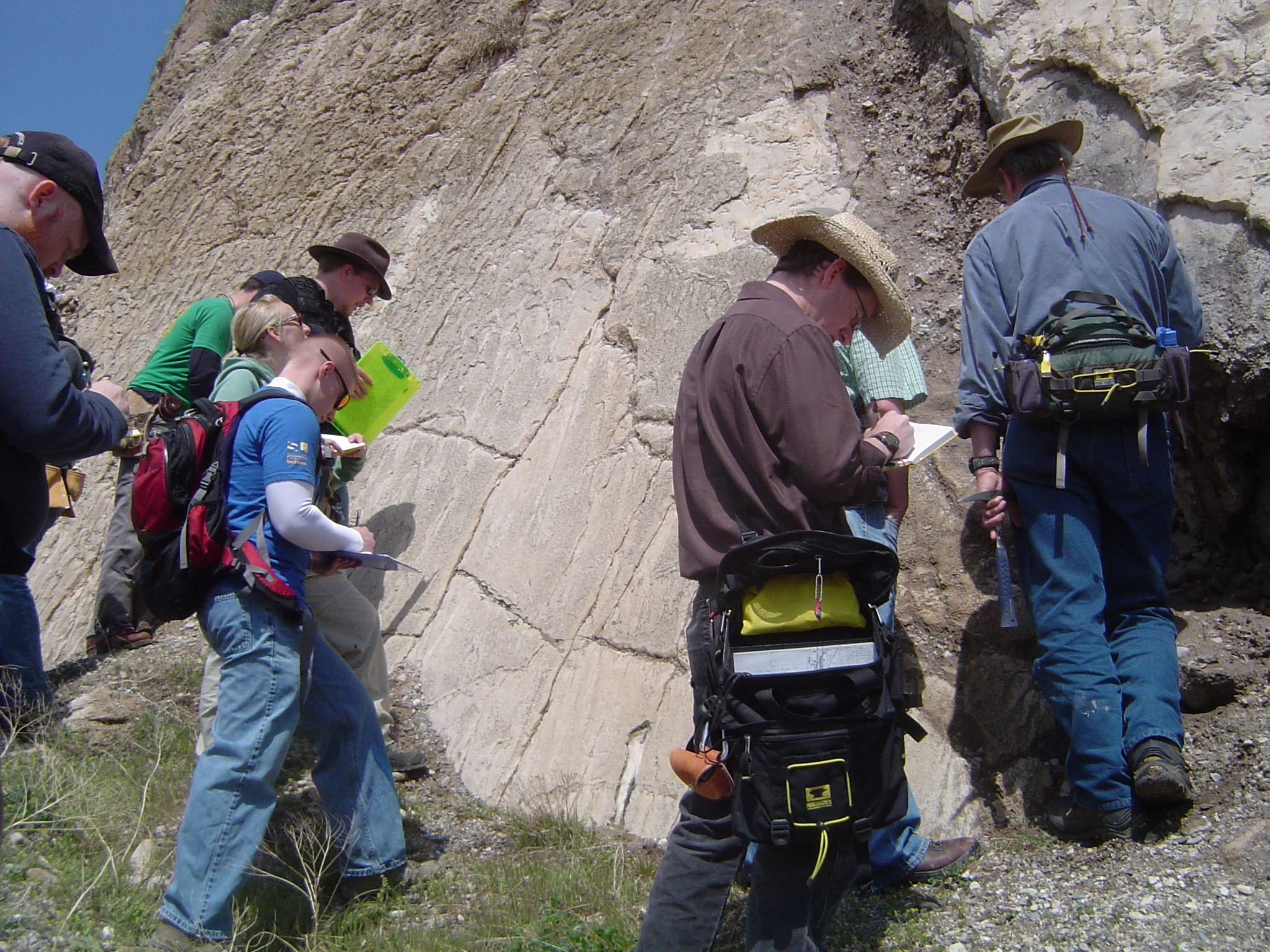
Los estudiantes examinan una falla extensional, de cerca

Una falla extensional es una falla causada por el estiramiento de la corteza terrestre. El estiramiento reduce el grosor y extiende horizontalmente porciones de la corteza y/o litosfera. En la mayoría de los casos, tal falla también es una falla normal, pero puede crear una caída menos profunda generalmente asociada con una falla de empuje. Las fallas extensionales son generalmente planas. Si el campo de tensión está orientado con la tensión máxima perpendicular a la superficie de la Tierra, las fallas extensionales crearán una caída inicial de los lechos asociados de aproximadamente 60° con la horizontal. Las fallas generalmente se extenderán hasta la base de la capa sismógena. A medida que continúa el estiramiento de la corteza, las fallas rotarán, dando como resultado bloques de fallas que se sumergen abruptamente entre ellas. 